# 2020 CD3
2020 CD3 (désignation interne temporaire C26FED2) est un petit astéroïde (un à six mètres) proche de la Terre qui, d'environ 2016 à courant 2020, est un satellite temporaire de la Terre.

## Découverte
2020 CD3 a été découvert par Theodore A. Pruyne et Kacper Wierzchoś dans le cadre du Mount Lemmon Survey le 15 février 2020. La découverte de l'astéroïde a été officiellement annoncée par le Centre des planètes mineures le 25 février 2020, après des observations supplémentaires ont confirmé que 2020 CD3 était en orbite autour de la Terre. Il s'agit du deuxième satellite temporaire de la Terre découvert in situ, après 2006 RH120, qui avait été découvert en 2006.

## Caractéristiques physiques
2020 CD3 a une magnitude absolue d'environ 32. En supposant que son albédo est faible, caractéristique des sombres astéroïdes carbonés de type C, son diamètre est probablement autour de 1,9 à 3,5 mètres,.

## Caractéristiques orbitales et évolution orbitale
2020 CD3 est considéré comme un astéroïde Arjuna, c'est-à-dire un astéroïde dont l'orbite est similaire à celle de la Terre.

### Avant sa capture par la Terre
Avant d'être capturé, 2020 CD3 était probablement un astéroïde Aton, même si on ne peut pas exclure qu'il fût un astéroïde Apollon.

### Capture par la Terre (~2016-2020)
Sur la base de la détermination préliminaire de son orbite, 2020 CD3 aurait été capturé par la Terre en 2016+2
 −4 (intervalle de confiance à 68 %) et devrait rester en orbite autour de la Terre jusqu'au 6-7 mai 2020. Des analyses récentes[Lesquelles ?] ont permis d'estimer que le satellite temporaire a quitté l'orbite terrestre pour rejoindre l'orbite solaire le 7 mars 2020[réf. nécessaire].

#### Possible capture éphémère par la Lune
Selon Carlos et Raúl de la Fuente Marcos, il y a une petite possibilité, estimée à 10 %, pour que 2020 CD3 fût temporairement capturé, pendant quelques heures ou jours, par la Lune, ce qui constituerait un « survol temporairement capturé » (capture durant moins d'une orbite).

### Bases de données
- [JPL SBDB] « 2020 CD3 », JPL Small-Body Database, Jet Propulsion Laboratory,‎ 1er mars 2020 (dernière observation) (lire en ligne)
- [MPC Database] « 2020 CD3 », MPC Database, Centre des planètes mineures, Union astronomique internationale,‎ 25 février 2020 (consultation) (lire en ligne)

### Publication scientifiques
- [de la Fuente Marcos et de la Fuente Marcos 2020] (en) Carlos de la Fuente Marcos et Raúl de la Fuente Marcos, « On the orbital evolution of meteoroid 2020 CD3, a temporarily-captured orbiter of the Earth-Moon system » [« De l'évolution orbitale du météoroïde 2020 CD3, un orbiteur temporairement capturé du système Terre-Lune »], Monthly Notices of the Royal Astronomical Society,‎ 2020 (accepté) (arXiv 2003.09220).
- [Tancredi 1997] Gonzalo Tancredi, « An Asteroid in a Earth-like Orbit », Celestial Mechanics and Dynamical Astronomy, vol. 69, nos 1/2,‎ septembre 1997, p. 119-132 (DOI 10.1023/A:1008378316299, Bibcode 1997CeMDA..69..119T)

### Articles de vulgarisation
- [Boyle 2020] Rebecca Boyle, « A New Mini-Moon Was Found Orbiting Earth. There Will Be More. », The New York Times The New York Times,‎ 27 février 2020 (lire en ligne)
- [Byrd 2020] Deborah Byrd, « New image of Earth’s new mini-moon », EarthSky,‎ 26 février 2020 (lire en ligne)
- [Crane 2020] Leah Crane, « Earth has acquired a brand new moon that's about the size of a car », New Scientist,‎ 26 février 2020 (lire en ligne)
- [Gohd 2019] Chelsea Gohd, « Scientists Spot Rare Minimoon Fireball Over Australia », Space.com,‎ 2 décembre 2019 (lire en ligne)

### Autres / non trié
- « 2020CD3 », sur Near Earth Objects – Dynamic Site, Department of Mathematics, University of Pisa, Italy (consulté le 25 février 2020)
- « 2020CD3 Close Approaches », sur Near Earth Objects – Dynamic Site, Department of Mathematics, University of Pisa, Italy (consulté le 1er mars 2020)
- {{lien web

```
 
  |titre      = 2020 CD3 Ephemerides
 |url        = 
https://newton.spacedys.com/neodys/index.php?pc=1.1.3.1&n=2020CD3&oc=500&y0=2020&m0=2&d0=15&h0=10&mi0=00&y1=2020&m1=2&d1=16&h1=10&mi1=56&ti=1.0&tiu=minutes

 |site       = Near Earth Objects – Dynamic Site
 |éditeur  = Department of Mathematics, University of Pisa, Italy
 |consulté le = 28 février 2020}}
```

- « 2020 CD3 », sur NEO Exchange, Las Cumbres Observatory, 15 février 2020 (consulté le 25 février 2020)
- « "Pseudo-MPEC" for C26FED2 », Project Pluto, 24 février 2020 (consulté le 25 février 2020)
- « How Are Minor Planets Named? », sur Minor Planet Center, International Astronomical Union (consulté le 29 février 2020)
- He-Xi Baoyin, Chen Chen et Jun-Feng Li, « Capturing Near Earth Objects », Research in Astronomy and Astrophysics: Letters, vol. 10, no 6,‎ juin 2010, p. 587–598 (DOI 10.1088/1674-4527/10/6/008, Bibcode 2010RAA....10..587B, arXiv 1108.4767)
- Neil J. Cornish, « The Lagrangian Points » [archive du 7 septembre 2015], sur Department of Physics, Montana State University (consulté le 29 février 2020)
- « MPEC 2020-D104 : 2020 CD3: Temporarily Captured Object », sur Minor Planet Electronic Circular, Minor Planet Center, 25 février 2020 (consulté le 25 février 2020)
- Shantanu Naidu et Davide Farnocchia, « Tiny Object Discovered in Distant Orbit Around the Earth », Center for Near Earth Object Studies, Jet Propulsion Laboratory,‎ 7 février 2020 (lire en ligne, consulté le 3 mars 2020)
- Evan Gough, « Astronomers Discover a Tiny New Temporary Moon for the Earth. Welcome to the Family 2020 CD3 », sur Universe Today, 27 février 2020 (consulté le 29 février 2020)
- Phil Plait, « The Earth has a new minimoon! But not for long... », sur Bad Astronomy, Syfy Wire, 27 février 2020 (consulté le 29 février 2020)
- « Gemini Telescope Images "Minimoon" Orbiting Earth — in Color! », sur National Optical-Infrared Astronomy Research Laboratory, National Science Foundation, 27 février 2020 (consulté le 28 février 2020)
- Elizabeth Howell, « How scientists found Earth's new minimoon and why it won't stay here forever », sur Space.com, 28 février 2020 (consulté le 29 février 2020)
- Bob King, « Earth Has A Mini-Moon — But Not for Long! », sur Sky & Telescope, 2 mars 2020 (consulté le 3 mars 2020)
- « 2020 CD3 -- Earth Impact Risk Summary », sur Center for Near Earth Object Studies, Jet Propulsion Laboratory (consulté le 3 mars 2020)